# Damià Carbó
Damiá Carbó, nacido en Palma de Mallorca, fue médico y poeta de lengua castellana. Es autor del "Libro del arte de las comadres" (Mallorca 1541), uno de los primeros escritos que aparecieron en lengua moderna. Influenció activamente en el desarrollo de la pediatría en la península ibérica.

## Obra
- Libro del arte de las comadres o madrinas y del regimiento de las preñadas y paridas y de los niños, Mallorca, H. Campsoles, 1541. Reedición facsímil, con introducción de Pedro Laín Entralgo.